# Landtagswahlkreis Ludwigslust-Parchim I
Der Landtagswahlkreis Ludwigslust-Parchim I (bis 2015: Ludwigslust I) ist ein Landtagswahlkreis in Mecklenburg-Vorpommern. Er umfasst vom Landkreis Ludwigslust-Parchim die Städte Boizenburg und Lübtheen sowie die Ämter Boizenburg-Land, Dömitz-Malliß und Zarrentin.

## Wahl 2021
Bei der Landtagswahl in Mecklenburg-Vorpommern 2021 gab es in diesem Wahlkreis folgendes Ergebnis:
| Partei               | Direktkandidat    | Erststimmen      | Zweitstimmen     |
| -------------------- | ----------------- | ---------------- | ---------------- |
| SPD                  | Till Backhaus     | 51,5 %           | 48,1 %           |
| AfD                  | Ralf Eisenhardt   | 14,8 %           | 14,3 %           |
| CDU                  | Andy Redner       | 11,6 %           | 11,9 %           |
| Die LINKE            | Tony Schroeder    | 8,7 %            | 7,8 %            |
| GRÜNE                | Horst-Dieter Witt | 4,1 %            | 4,5 %            |
| FDP                  | Volker Dausch     | 5,2 %            | 5,4 %            |
| NPD                  | –                 | -                | 1,6 %            |
| Tierschutzpartei     | –                 | –                | 1,3 %            |
| Freier Horizont      | –                 | –                | 0,2 %            |
| Die PARTEI           | –                 | –                | 0,6 %            |
| FREIE WÄHLER         | Philipp Lübbert   | 2,5 %            | 1,3 %            |
| PIRATEN              | –                 | –                | 0,5 %            |
| LKR                  | –                 | –                | 0,0 %            |
| DKP                  | –                 | –                | 0,1 %            |
| Bündnis C            | –                 | –                | 0,2 %            |
| TIERSCHUTZ hier!     | –                 | –                | 0,4 %            |
| dieBasis             | Marco Pfingst     | 1,7 %            | 1,2 %            |
| DiB                  | –                 | –                | 0,0 %            |
| FPA                  | –                 | –                | 0,0 %            |
| ÖDP                  | –                 | –                | 0,1 %            |
| Die Humanisten       | –                 | –                | 0,1 %            |
| Gesundheitsforschung | –                 | –                | 0,2 %            |
| Team Todenhöfer      | –                 | –                | 0,2 %            |
| UNABHÄNGIGE          | –                 | –                | 0,2 %            |
| Wahlberechtigte      | 32.615 Einwohner  | 32.615 Einwohner | 32.615 Einwohner |
| Wahlbeteiligung      | 71,7              | 71,7             | 71,7             |

## Wahl 2016
Bei der Landtagswahl in Mecklenburg-Vorpommern 2016 gab es folgende Ergebnisse
| Partei           | Direktkandidat    | Erststimmen      | Zweitstimmen     |
| ---------------- | ----------------- | ---------------- | ---------------- |
| SPD              | Till Backhaus     | 41,7 %           | 37,0 %           |
| CDU              | Walter Strube     | 14,4 %           | 16,1 %           |
| DIE LINKE        | Heiko Schlemmer   | 11,5 %           | 11,0 %           |
| GRÜNE            | Horst-Dieter Witt | 2,6 %            | 3,3 %            |
| NPD              | –                 | –                | 5,7 %            |
| FDP              | Burkhard Thees    | 8,4 %            | 4,8 %            |
| PIRATEN          | –                 | –                | 0,4 %            |
| FAMILIE          | –                 | –                | 0,9 %            |
| FREIE WÄHLER     | –                 | –                | 0,4 %            |
| Die PARTEI       | –                 | –                | 0,3 %            |
| Die Achtsamen    | Maria Griepentrog | 1,3 %            | 0,5 %            |
| ALFA             | –                 | –                | 0,7 %            |
| AfD              | Enrico Nehls      | 20,3 %           | 17,1 %           |
| Bündnis C        | –                 | –                | 0,1 %            |
| DKP              | –                 | –                | 0,2 %            |
| Freier Horizont  | –                 | –                | 0,2 %            |
| Tierschutzpartei | –                 | –                | 1,2 %            |
| Wahlberechtigte  | 32.802 Einwohner  | 32.802 Einwohner | 32.802 Einwohner |
| Wahlbeteiligung  | 61,1 %            | 61,1 %           | 61,1 %           |

## Wahl 2011
Die Landtagswahl in Mecklenburg-Vorpommern 2011 führte zu folgenden Ergebnissen:
| Partei          | Direktkandidat    | Erststimmen     | Zweitstimmen    |
| --------------- | ----------------- | --------------- | --------------- |
| SPD             | Till Backhaus     | 48,4 %          | 44,1 %          |
| CDU             | Lutz Heinrich     | 18,6 %          | 18,9 %          |
| DIE LINKE       | Jan Matalla       | 12,3 %          | 14,4 %          |
| NPD             | Marianne Pastörs  | 7,7 %           | 8,3 %           |
| GRÜNE           | Horst-Dieter Witt | 4,6 %           | 6,0 %           |
| FDP             | Burkhard Thees    | 6,2 %           | 3,6 %           |
| FREIE WÄHLER    | Jens Prötzig      | 2,2 %           | 1,7 %           |
| FAMILIE         |                   |                 | 1,1 %           |
| PIRATEN         |                   |                 | 0,9 %           |
| AB              |                   |                 | 0,2 %           |
| AUF             |                   |                 | 0,2 %           |
| APD             |                   |                 | 0,1 %           |
| Die PARTEI      |                   |                 | 0,1 %           |
| PBC             |                   |                 | 0,1 %           |
| REP             |                   |                 | 0,1 %           |
| ödp             |                   |                 | 0,0 %           |
| Wahlberechtigte | 33725 Einwohner   | 33725 Einwohner | 33725 Einwohner |
| Wahlbeteiligung | 52,8 %            | 52,8 %          | 52,8 %          |

## Wahl 2006
Bei der Landtagswahl in Mecklenburg-Vorpommern 2006 gab es folgende Ergebnisse:
| Partei          | Direktkandidat         | Erststimmen     | Zweitstimmen    |
| --------------- | ---------------------- | --------------- | --------------- |
| SPD             | Till Backhaus          | 44,1 %          | 39,6 %          |
| CDU             | Maika Friemann-Jennert | 22,7 %          | 22,8 %          |
| PDS             | Werner Dyrba           | 12,9 %          | 13,8 %          |
| FDP             | Burkhard Thees         | 9,3 %           | 9,3 %           |
| NPD             | Udo Pastörs            | 8,8 %           | 9,1 %           |
| GRÜNE           | Detlef Holland         | 2,1 %           | 2,3 %           |
| FAMILIE         |                        |                 | 1,1 %           |
| PBC             |                        |                 | 0,4 %           |
| GRAUE           |                        |                 | 0,4 %           |
| WASG            |                        |                 | 0,3 %           |
| Deutschland     |                        |                 | 0,3 %           |
| Bündnis für M-V |                        |                 | 0,2 %           |
| AGFG            |                        |                 | 0,1 %           |
| APD             |                        |                 | 0,1 %           |
| AB              |                        |                 | 0,1 %           |
| Offensive D     |                        |                 | 0,0 %           |
| Wahlberechtigte | 34614 Einwohner        | 34614 Einwohner | 34614 Einwohner |
| Wahlbeteiligung | 62,0 %                 | 62,0 %          | 62,0 %          |

## Wahl 2002
Bei der Landtagswahl in Mecklenburg-Vorpommern 2002 gab es folgende Ergebnisse:
| Partei          | Direktkandidat         | Erststimmen     | Zweitstimmen    |
| --------------- | ---------------------- | --------------- | --------------- |
| SPD             | Till Backhaus          | 58,5 %          | 50,9 %          |
| CDU             | Maika Friemann-Jennert | 24,6 %          | 24,6 %          |
| PDS             | Gabriele Hahn          | 11,3 %          | 13,7 %          |
| FDP             | Enrico Reuter          | 3,6 %           | 4,1 %           |
| GRÜNE           |                        |                 | 2,1 %           |
| Schill          |                        |                 | 1,9 %           |
| NPD             | Stefan Köster          | 1,6 %           | 1,2 %           |
| SPASSPARTEI     |                        |                 | 0,6 %           |
| Bürgerpartei MV |                        |                 | 0,3 %           |
| PBC             |                        |                 | 0,2 %           |
| GRAUE           |                        |                 | 0,2 %           |
| REP             |                        |                 | 0,1 %           |
| V.P.M.V.        |                        |                 | 0,1 %           |
| Einzelbewerber  | Angelika Kraft         | 0,4 %           |                 |
| Wahlberechtigte | 34726 Einwohner        | 34726 Einwohner | 34726 Einwohner |
| Wahlbeteiligung | 71,0 %                 | 71,0 %          | 71,0 %          |